# 奥平英雄
奥平 英雄（おくだいら ひでお、1905年 -2000年 ）は、日本ほ日本美術史家・日本美術評論家。

## 経歴
出生から修学期
1905年、広島県呉市で生まれた。江田島の海軍兵学校への登竜門としても有名な呉第一中学校（現広島県立呉三津田高等学校）を経て、旧制広島高等学校に1期生として入学。卒業後、京都帝国大学哲学科に進学したが中退し、東京帝国大学文学部美学科美術史に転じた。1932年に東京帝国大学文学部を卒業し、同大学大学院に進んだ。
日本美術史研究者として
大学院修了後、東京国立博物館に技官として勤務。在任中は資料課長を務めた。東京国立博物館を退任後、名誉館員。その後は和光大学教授、共立女子大学教授を務め、同大学文芸学部の設立に携わった。2000年に死去。

## 著作
著書
- 『絵巻』美術出版社 1957
- 『絵巻の世界』東京創元社(創元選書) 1959
- 『晩年の高村光太郎』二玄社 1962
- 『国宝絵巻』保育社(カラーブックス) 1962
- 『Emaki: Japanese picture scrolls』 Charles Egbert Tuttle Co., 1962
- 『日本の絵画：その自然と人間』河出書房新社 1963
- 『源氏物語絵巻』保育社(カラーブックス) 1964
- 『絵巻物再見』角川書店 1987
- 『忘れ得ぬ人びと：美術史家の回想』瑠璃書房 1993

共編著
- 『日本美術の鑑賞』古代篇,近代篇 北川桃雄共編、帝国教育会出版部 1942
- 『日本美術便覧』美術出版社 1952
- 『美術カード』(全12巻) 嘉門安雄・松下隆章・太田博太郎共編、美術出版社 1952-1953
- 『信貴山縁起絵巻』山口蓬春共著、美術出版社(日本の古典,絵画篇) 1956
- 『高村光太郎書』北川太一共編、二玄社 1957
- 『日本合戦絵巻』鎌原正巳・樋口秀雄共著、人物往来社 1962
- 『日本美術案内』岡田譲共編、社会思想社(現代教養文庫) 1963
- 『日本美術図録』岡田譲共編、社会思想社(現代教養文庫) 1964
- 『鳥獣戯画』岩崎美術社 1968
- 『鎌倉』(日本絵画館 4) 景山春樹・高崎富士彦共編 講談社 1970
- 『地獄草紙・餓鬼草紙 国宝絵巻』岩崎美術社(双書美術の泉) 1976
- 『信貴山縁起』(新修日本絵巻物全集 3) 角川書店 1976
- 『御伽草子絵巻』角川書店 1982

## 奥平英雄に関する資料
- 田中眞澄2007「奥平英雄コレクションと高村光太郎の消された戦中戦後」『文學界』2001年7月．
- 田中眞澄2001「その場所に文学ありて：奥平英雄と高村光太郎」『文學界』55-7,294-298頁.